# ミズキ属
ミズキ属（ミズキぞく、Cornus）はミズキ科の属で、高木・低木（一部は多年草）40種前後を含む。

## 形態・生態
花は子房下位で4数性。集散花序または頭状花序になり、基部に4-6枚の総苞片をもつものも多い。
果実は核果または複合果で、赤、白、黒などに熟す。

## 分布
北米と東アジアを中心に北半球の温帯から亜寒帯に分布する。日本には5種が自生する。

## 人間との関わり
白色または紅色の目立つ総苞をもつハナミズキやヤマボウシはよく栽培される。
サンシュユ亜属とヤマボウシ亜属の果実は食用にできるが、ミズキ亜属の果実はわずかに毒性がある。

## 分類
以下に示す4つ（またはさらに多数）の亜属に分類され、これらを別の属とすることも多い。

### サンシュユ（亜）属Cornus

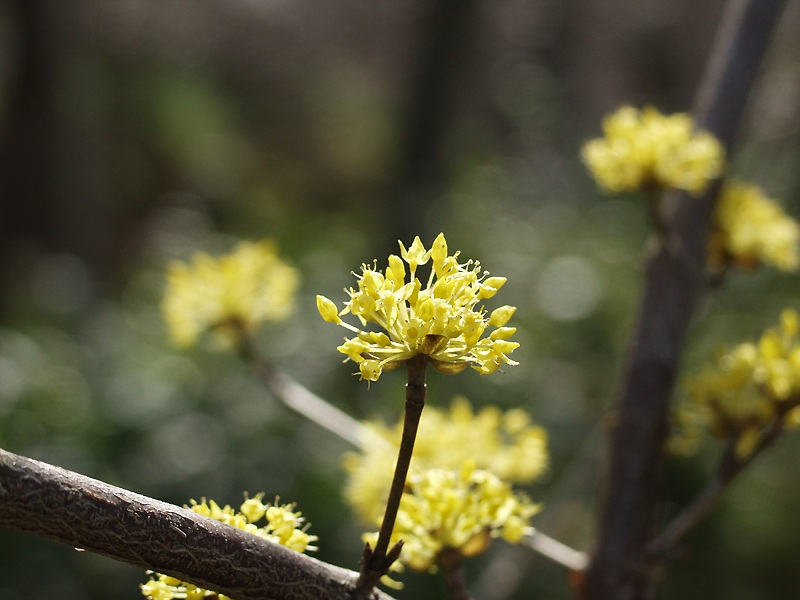
サンシュユ

花は白色または黄色で、集散花序をなし、基部に小さい総苞がある。
- Cornus chinensis - 中国
- セイヨウサンシュユ Cornus mas - 地中海地方
- サンシュユ Cornus officinalis - 中国、朝鮮
- Cornus sessilis - カリフォルニア

### ミズキ亜属（狭義ミズキ属）Swida
集散花序、総苞はない。20-30種ある。
- シラタマミズキ Cornus alba (Swida alba) - シベリア、華北。変種にサンゴミズキがある
- Cornus alternifolia (Swida alternifolia) - 北米東部
- Cornus amomum (Swida amomum) - 北米東部
- Cornus asperifolia (Swida asperifolia)
- Cornus austrosinensis (Swida austrosinensis) - 華南
- Cornus bretschneideri (Swida bretschneideri) - 華北
- ミズキ Cornus controversa (Swida controversa) - 日本、東アジア
- チョウセンミズキ Cornus coreana (Swida coreana) - 北東アジア
- Cornus drummondii (Swida drummondii) - 北米中部
- Cornus foemina (Swida foemina) - 北米南東部
- Cornus glabrata (Swida glabrata) - 北米西部
- Cornus hemsleyi (Swida hemsleyi) - 中国南西部
- Cornus koehneana (Swida koehneana) - 中国南西部
- クマノミズキ Cornus macrophylla (Swida macrophylla) - 日本、東アジア
- Cornus obliqua (Swida obliqua) - 北米東部
- Cornus paucinervis (Swida paucinervis) - 中国
- Cornus racemosa (Swida racemosa) - 北米東部
- Cornus rugosa (Swida rugosa) - 北米東部
- Cornus sanguinea (Swida sanguinea) - ヨーロッパ
- Cornus sericea (Cornus stolonifera; Swida stolonifera) - 北米北部
- Cornus stricta (Swida stricta) - 北米南東部
- Cornus walteri (Swida walteri) - 中国
- Cornus wilsoniana (Swida wilsoniana) - 中国

### ゴゼンタチバナ（亜）属Chamaepericlymenum

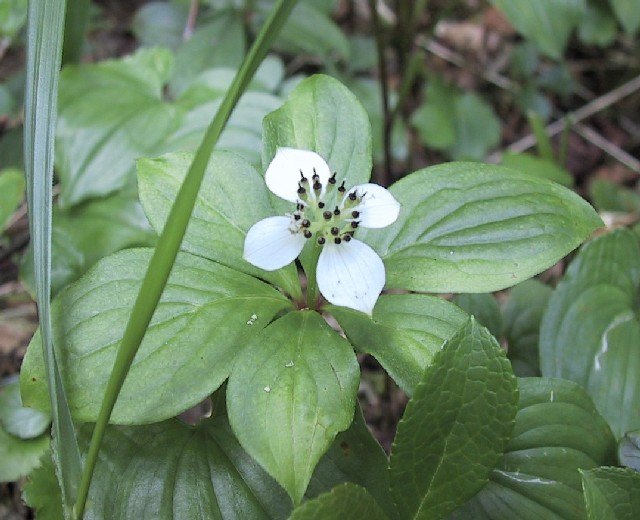
ゴゼンタチバナ

小低木または多年草で、茎は地面を這う。頭状花序で目立つ総苞があり、果実は赤く熟す。
- ゴゼンタチバナ Cornus canadensis (Chamaepericlymenum canadense) - 日本、東アジア北部、シベリア東部、北米北部
- エゾゴゼンタチバナ Cornus suecica (Chamaepericlymenum suecicum) - 日本、ユーラシア北部、北米北部の一部
- Cornus × unalaschkensis - 上2種の雑種 Cornus canadensis × Cornus suecica。アリューシャン、グリーンランド、ラブラドル

### ヤマボウシ（亜）属Benthamidia（DendrobenthamiaまたはCynoxylon）

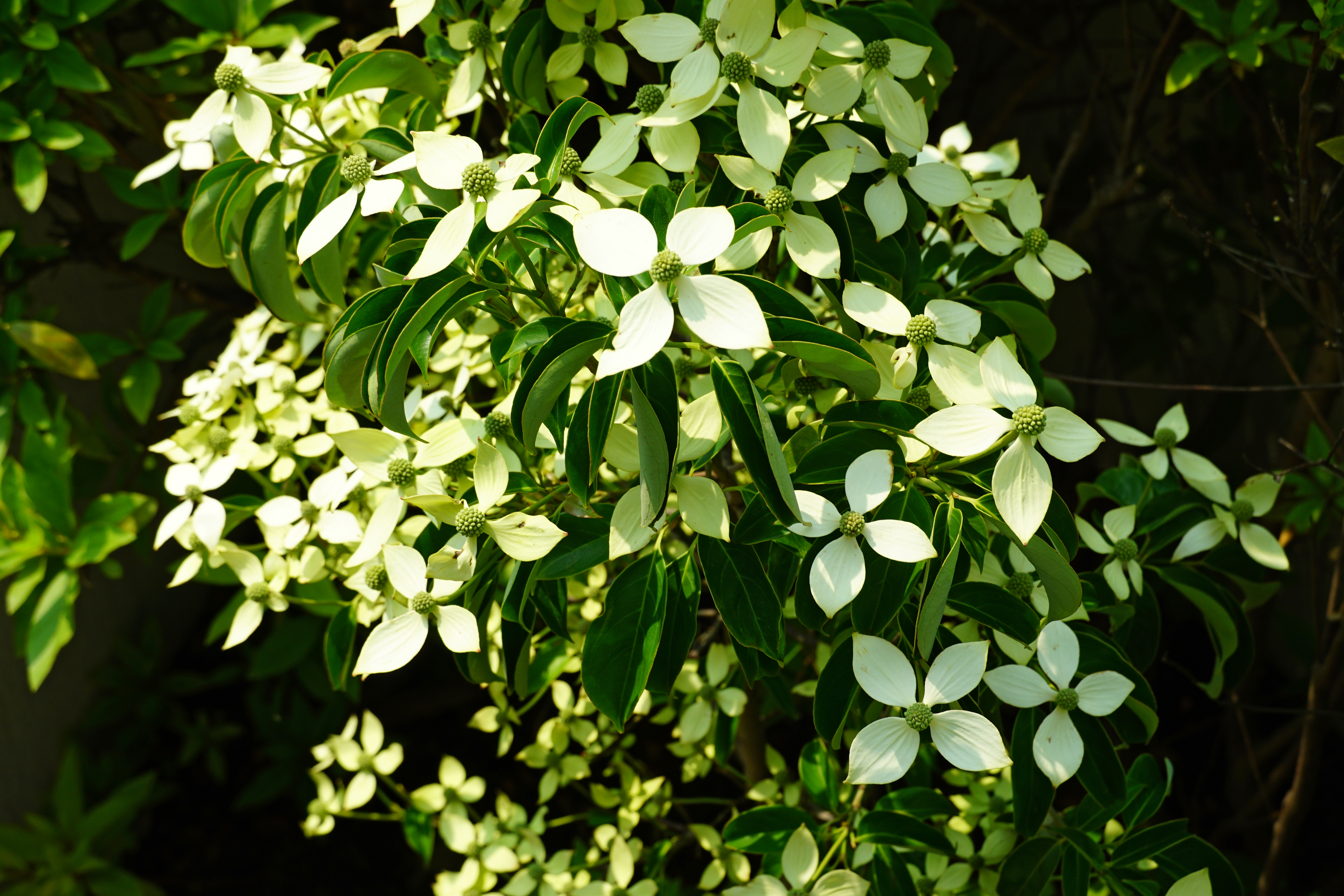
常緑ヤマボウシ「月光」（Cornus hongkongensis）

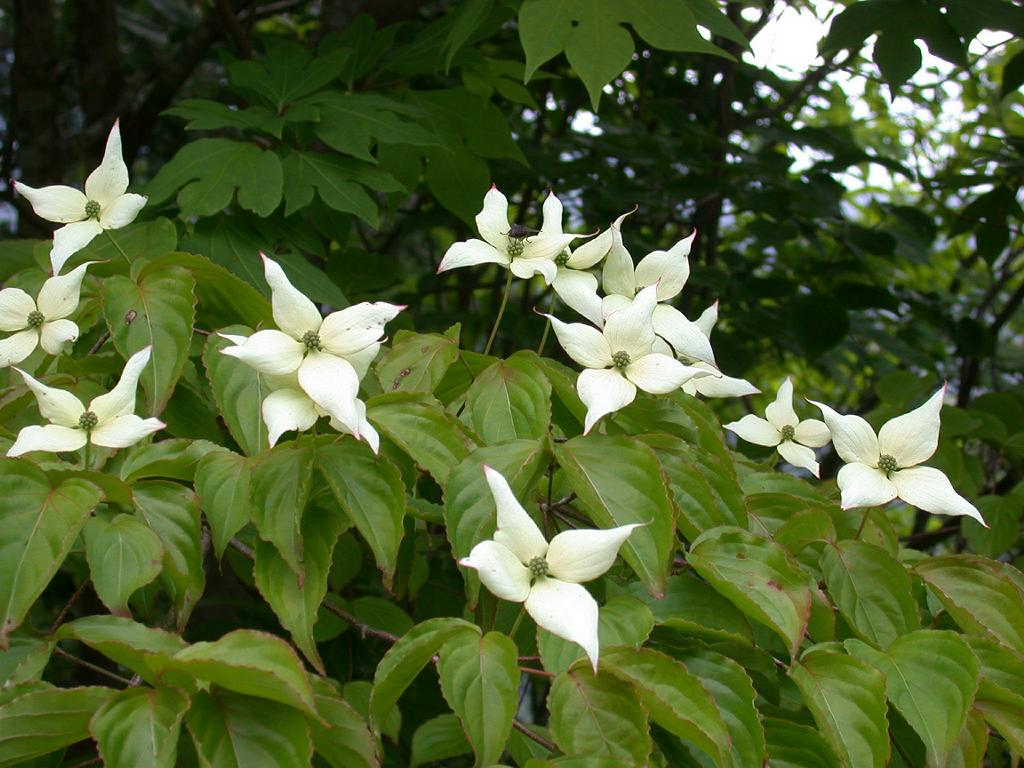
ヤマボウシ（Cornus kousa）

頭状花序、目立つ総苞があり、果実は赤色または橙色に熟す。5種あり、核果のなる Benthamidia と、複合果になる Dendrobenthamia に細分することもある。
- Cornus capitata (Benthamidia capitata, Dendrobenthamia capitata) - ヒマラヤ
- ハナミズキ（アメリカヤマボウシ） Cornus florida (Benthamidia florida) - 北米東部
- Cornus hongkongensis (Benthamidia hongkongensis, Dendrobenthamia hongkongensis) - 華南、東南アジア
- ヤマボウシ Cornus kousa (Benthamidia kousa, Dendrobenthamia kousa) - 日本、東アジア
- Cornus nuttallii (Benthamidia nuttallii) - 北米西部